# Christina Bauer
Christina Bauer (Bergen, 1º gennaio 1988) è una pallavolista francese, centrale della LOVB Houston.

## Carriera

### Club
Christina Bauer è figlia di Jean-Luc Bauer, un ex giocatore della nazionale di pallavolo francese e di Tone Bauer, ex giocatrice norvegese di pallamano, nonché sorella di Anne-Sophie Bauer, anch'ella pallavolista. Nata in Norvegia, ha da sempre vissuto in Francia, acquistandone la cittadinanza. Inizia a giocare a pallavolo da professionista nel 1998 nel Pfastatt Volley. Dal 2000 e per quattro stagioni gioca nel Kingersheim.
Nella stagione 2004-05 fa il suo esordio nella massima serie francese ingaggiata dall'ASPTT Mulhouse, squadra con la quale raggiunge quattro volte la finale scudetto e due volte la finale di Coppa di Francia, senza però mai vincere.
Nell'annata 2010-11 viene ingaggiata dalla Busto Arsizio, nella serie A1 italiana, con la quale, nella stagione successiva, vince la Coppa Italia, la Coppa CEV e lo scudetto, mentre in quella 2012-13, oltre a diventare capitano della squadra, si aggiudica la Supercoppa italiana.
Nella stagione 2013-14 si trasferisce in Turchia nel Fenerbahçe, dove rimane per due annate vincendo la Coppa CEV 2013-14, la Coppa di Turchia 2014-2015 e lo scudetto 2014-15.
Torna nuovamente in Italia nella stagione 2015-16 per vestire la maglia del River di Piacenza, sempre in Serie A1; resta nella medesima divisione anche nella stagione seguente, questa volta difendendo i colori del Neruda di Bronzolo.
Per il campionato 2017-18 ritorna nella Ligue A ingaggiata dal RC Cannes, con cui conquista la Coppa di Francia 2017-18 e lo scudetto 2018-19.
Dopo essersi accordata con il San Casciano per rientrare nel massimo campionato italiano nell'annata 2019-20, nel settembre 2019, prima dell'inizio dell'attività agonistica con il club toscano, l'atleta richiede ed ottiene la rescissione del contratto per motivi personali.
Dopo aver dato alla luce una figlia nell'aprile 2020, alla fine dell'anno fa il proprio ritorno in campo vestendo nuovamente la maglia del club di Mulhouse per la seconda parte della Ligue A 2020-21, con cui vince il campionato e la Coppa di Francia.
Ritorna in Italia per la stagione 2021-22 firmando per la Wealth Planet Perugia, in Serie A1: tuttavia per il campionato successivo è al Venelles, in Ligue A, restandovi per un biennio, dopo il quale partecipa alla League One Volleyball del 2025 con la LOVB Houston, con la quale vince la LOVB Classic.

### Nazionale
Dal 2007 entra a far parte della nazionale francese. Nel 2023 si aggiudica l'oro alla Volleyball Challenger Cup.

## Palmarès

### Club
- Campionato italiano: 1

2011-12
- Campionato turco: 1

2014-15
- Campionato francese: 2

2018-19, 2020-21
- Coppa Italia: 1

2011-12
- Coppa di Turchia: 1

2014-15
- Coppa di Francia: 2

2017-18, 2020-21
- LOVB Classic: 1

2025
- Supercoppa italiana: 1

2012
- Coppa CEV: 2

2011-12, 2013-14

### Nazionale (competizioni minori)
- Volleyball Challenger Cup 2023

### Premi individuali
- 2008 - Pro A: MVP
- 2008 - Pro A: Miglior rivelazione
- 2019 - Ligue A: Miglior centrale